# 1984년 세계 조정 선수권 대회
제13회 세계 조정 선수권 대회는 국제 조정 연맹(FISA) 주관으로 1984년 8월 23일에서 26일까지 캐나다 몬트리올 노트르담 섬 조정 경기장에서 열린 국제 조정 대회이다. 이 대회에서는 올림에 포함되지 않은 종목의 경기들만 진행되었다.

## 나라별 메달 집계
| 순위 | 나라     | 금 | 은 | 동 | 합계 |
| 1    | 덴마크   | 2  | 0  | 1  | 3    |
| 2    | 이탈리아 | 1  | 1  | 0  | 2    |
| 3    | 스페인   | 1  | 0  | 2  | 3    |
| 4    | 서독     | 0  | 2  | 0  | 2    |
| 5    | 미국     | 0  | 1  | 0  | 1    |
| 6    | 영국     | 0  | 0  | 1  | 1    |
| 합계 | 합계     | 4  | 4  | 4  | 12   |